# Carcelia lindneri
Carcelia lindneri là một loài ruồi trong họ Tachinidae.